# Protocolul TALQ
Protocolul TALQ este un standard de interfață pentru rețelele de dispozitive din orașele inteligente⁠(d), care permite interoperabilitatea între software-ul de management central (CMS) și rețelele de dispozitive externe (ODN) de la diferiți furnizori.

## Protocolul TALQ
Protocolul TALQ pentru orașe inteligente este un protocol de comunicație care permite conectarea diferitelor rețele de dispozitive externe (ODN) cu un software de management central (CMS). Protocolul este definit folosind specificația OpenAPI Specification⁠(d) și urmează abordarea RESTful⁠(d), utilizând date JSON și fiind construit pe baza suitei de protocoale de internet TCP/IP și HTTPS.
A fost inițial un protocol pentru iluminatul stradal inteligent, dar ulterior a fost extins pentru a include alte aplicații pentru orașe inteligente. Protocolul este considerat un standard global pentru orașele inteligente / IoT și autoritatea standardului TALQ a fost recunoscută la nivel internațional.

### Istoric
TALQ a fost creat în 2012 pentru a soluționa problemele din sistemele de iluminat exterior, unde diferiți producători foloseau protocoale distincte. Protocolul a introdus o componentă denumită inițial TALQ Bridge, ulterior redenumită Gateway, care identifică rețeaua de iluminat exterior și traduce informațiile către CMS.
În 2017, obiectivul a fost extins pentru a include și alte aplicații pentru orașele inteligente. În 2021, Protocolul TALQ a fost făcut public pe GitHub.

### Principiul de dezvoltare și funcționare
Gateway-ul TALQ preia datele din ODN și le traduce în mesaje pe care CMS-ul le poate înțelege. Aceste mesaje sunt create conform modelului de date TALQ și exprimate în JSON.
TALQ este independent de tehnologia de rețea în cadrul ODN, oferă o interfață comună reprezentată de Gateway și CMS. Funcționalitatea unui dispozitiv fizic, cum ar fi un controler de iluminat pentru o lampă stradală, este reprezentată de un set de funcții cu atribute și evenimente asociate. Un exemplu de funcție pentru un controler de iluminat este funcția LampActuator, care conține atributele asociate comenzilor și evenimentelor. Protocolul TALQ oferă mai multe astfel de funcții. La proiectarea unui nou dispozitiv fizic, aceste funcții pot fi utilizate sau pot fi proiectate noi funcții specifice furnizorului prin extinderea celor existente anterior.
Aceste funcții specifice fiecărui furnizor permit diferențierea între producători.
Protocolul TALQ nu este limitat doar la iluminatul public inteligent, ci poate fi folosit și pentru alte aplicații, precum:
- Managementul deșeurilor și al locurilor de parcare
- Monitorizarea traficului
- Gestionarea consumului de energie
- Colectarea de date despre mediu.[9]

Printre funcționalitățile principale ale protocolului se numără:
- Programare și controlul bazat pe senzori
- Configurare și monitorizare de la distanță
- Managementul activelor
- Notificări de defecțiuni și optimizare a întreținerii.[3]

## Consorțiul TALQ
Consorțiul TALQ a fost înființat în 2012 de șase companii din industria iluminatului exterior: Philips (acum Signify NV ), Zumtobel, Schréder, Harvard Engineering, Streetlight Vision (achiziționat ulterior de Itron Inc.) și Kingsun. În următorii ani, alte companii s-au alăturat consorțiului, iar în 2021, consorțiul a ajuns la 50 de membri. Scopul consorțiului este de a dezvolta și gestiona standardul TALQ pentru a asigura interoperabilitatea între soluțiile de orașe inteligente.
Domeniile de responsabilitate ale consorțiului sunt managementul și evoluția ulterioară a Protocolului TALQ Smart City. Aceasta includ livrarea și guvernarea specificației interfeței, precum și gestionarea promovării acesteia și aprobarea conformității cu o procedură de certificare.
În procesul de certificare, consorțiul evaluează aderarea producătorilor la standardul de interfață TALQ atât pentru completitudine, cât și pentru corectitudine, utilizând instrumentul de certificare online TALQ (TCT) pentru a asigura o implementare robustă. Pentru a utiliza TCT și a primi certificări, vânzătorii trebuie să se alăture consorțiului. Din 2017, producătorii de produse care au integrat cu succes standardul au fost aprobați și certificati oficial de către consorțiu.
Consorțiul este un program membru al IEEE Industry Standards and Technology Organization (IEEE-ISTO), o organizație non-profit pentru dezvoltarea standardelor în cadrul consorțiilor din industria tehnologiei, asociațiilor comerciale și altor entități similare.